# Baeyer-Canyon
Koordinaten: 69° 17′ S, 0° 32′ O
Der Baeyer-Canyon ist ein Tiefseegraben in der Lasarew-See vor der Prinzessin-Martha-Küste des ostantarktischen Königin-Maud-Lands. Er liegt zwischen 68° 52’ und 69° 42’ südlicher Breite sowie zwischen 0° 30’ und 0° 35’ östlicher Länge.
Benannt ist er seit 1997 auf Vorschlag des Vermessungsingenieurs und Glaziologen Heinrich Hinze vom Alfred-Wegener-Institut. Namensgeber ist Johann Jacob Baeyer (1794–1885), der Begründer der europäischen Gradmessung.